# Sphenomorphinae
Sphenomorphinae zijn een onderfamilie van hagedissen uit de familie skinken (Scincidae).

## Naam en indeling
De wetenschappelijke naam van de groep werd voor het eerst voorgesteld door Kenneth R. G. Welch in 1982. Er zijn 582 soorten in 35 geslachten. Vijf geslachten zijn monotypisch en worden slechts vertegenwoordigd door een enkele soort. Verschillende soorten zijn pas recentelijk wetenschappelijk beschreven, zoals Eremiascincus rubiginosus in 2018.

## Verspreiding en habitat
De soorten komen voor in grote delen van zuidelijk Azië en in Australië.

## Geslachten
Het geslacht omvat de volgende soorten, met de auteur en het verspreidingsgebied.
| Naam                             | Auteur                                      | Verspreidingsgebied |
| -------------------------------- | ------------------------------------------- | --- |
| Anomalopus                       | Duméril & Duméril, 1851                     | Australië |
| Asymblepharus                    | Eremchenko & Shcherbak, 1980                | Bangladesh, Bhutan, China, India, Kazachstan, Kirgizië, Nepal, Oezbekistan, Pakistan, Tadzjikistan en Turkmenistan                                                |
| Calyptotis                       | De Vis, 1886                                | Australië |
| Coeranoscincus                   | Greer & Cogger, 1985                        | Australië |
| Coggeria                         | Couper, Covacevich, Marsterson & Shea, 1996 | Australië |
| Concinnia                        | Wells & Wellington, 1984                    | Australië |
| Ctenotus                         | Storr, 1964                                 | Australië en Nieuw-Guinea |
| Eremiascincus                    | Greer, 1979                                 | Australië en Indonesië |
| Eulamprus                        | Fitzinger, 1843                             | Australië |
| Fojia                            | Greer & Simon1982                           | Australië |
| Glaphyromorphus                  | Wells & Wellington, 1984                    | Azië |
| Hemiergis                        | Wagler, 1830                                | Australië |
| Insulasaurus                     | Taylor, 1925                                | Filipijnen |
| Isopachys                        | Lönnberg, 1916                              | Thailand |
| Kaestlea                         | Eremchenko & Das, 2004                      | India |
| Lankascincus                     | Greer, 1991                                 | Sri Lanka |
| Larutia                          | Böhme, 1981                                 | Indonesië, Maleisië, Thailand |
| Leptoseps                        | Greer, 1997                                 | Thailand, Vietnam |
| Lerista                          | Bell, 1833                                  | Australië |
| Lipinia                          | Gray, 1845                                  | Cambodja, Fiji, Filipijnen, Guam, India, Indonesië, Maleisië, Micronesië, Myanmar, Palau, Papoea-Nieuw-Guinea, Singapore, Thailand, Toga, Tonga, Vanuatu, Vietnam |
| Notoscincus                      | Fuhn, 1969                                  | Australië |
| Slangskinken (Ophioscincus)      | Peters, 1874                                | Australië |
| Otosaurus                        | Gray, 1845                                  | Filipijnen |
| Papuascincus                     | Allison & Greer, 1986                       | Nieuw-Guinea |
| Parvoscincus                     | Brown & Alcala1894                          | Filipijnen |
| Pinoyscincus                     | Linkem, Diesmos & Brown, 2011               | Filipijnen |
| Prasinohaema                     | Greer, 1974                                 | Nieuw-Guinea |
| Katskinken (Ristella)            | Gray, 1839                                  | India |
| Saiphos                          | Gray, 1831                                  | Australië |
| Scincella                        | Mittleman, 1950                             | Azië, Midden- en Noord-Amerika |
| Silvascincus                     | Skinner, Hutchinson & Lee, 2013             | Australië |
| Bosskinken (Sphenomorphus)       | Fitzinger, 1843                             | Azië en Oceanië |
| Gekielde skinken (Tropidophorus) | Duméril & Bibron, 1839                      | Zuidelijk en oostelijk Azië |
| Tumbunascincus                   | Covacevich & McDonald, 1980                 | Australië |
| Tytthoscincus                    | Linkem, Diesmos & Brown, 2012               | Filipijnen, Indonesië, Maleisië,Singapore en Thailand |